# 圣梅达尔代朗
圣梅达尔代朗（法語：Saint-Médard-d'Eyrans，法語發音：[sɛ̃ medaʁ dɛʁɑ̃]）是法国吉伦特省的一个市镇，属于波尔多区。

## 地理
圣梅达尔代朗（44°43'9"N, 0°30'37"W）面积12.72 平方千米，位于法国新阿基坦大区吉倫特省，该省份为法国西南部沿海省份，是法國本土面积最大的省，北起滨海夏朗德省，西临大西洋，南至朗德省，东南接洛特-加龍省，东临多爾多涅省。
与圣梅达尔代朗接壤的市镇（或旧市镇、城区）包括：伊勒圣乔治、拉布雷德、马尔蒂亚克、艾格莫尔特-莱格拉沃、卡多雅克。
圣梅达尔代朗的时区为UTC+01:00、UTC+02:00（夏令时）。

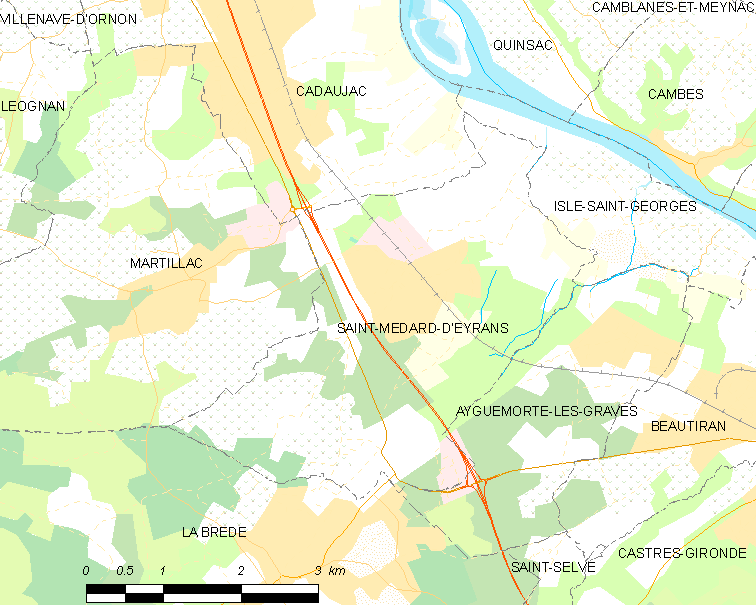
圣梅达尔代朗的OSM定位图

## 行政
圣梅达尔代朗的邮政编码为33650，INSEE市镇编码为33448。

## 政治
圣梅达尔代朗所属的省级选区为拉布雷德县。

## 人口

1962-2008年间圣梅达尔代朗人口变化图示

圣梅达尔代朗于2022年1月1日时的人口数量为3361人。